# Triumph und Wille
Triumph und Wille – kompilacja wydana przez 29A Records, na której zespoły z Rosji, Bułgarii, Białorusi i Chin zagrały covery norweskiej grupy Burzum.

## Lista utworów
1. Vargoroth – „Intro (Ansuzgardaraiwô)”
2. Anal Nosorog – „Lost Wisdom”
3. Animi Vultus – „Ea, Lord Of The Depths”
4. Fever – „Når Himmelen Klarner”
5. Ululate – „Feeble Screams From Forests Unknown”
6. Zergeyth – „Tomhet”
7. Urobah – „Erblicket Die Töchter Des Firmaments”
8. Manuscript – „Bálferð Baldrs”
9. Ultima Thule – „En Ring Til Å Herske”
10. Grafzerk – „Dunkelheit”
11. Gloom – „Verlorene Weisheit / War”
12. Мъртво Вълнение – „A Lost Forgotten Sad Spirit”